# 天主教河内总教区
天主教河内总教区是罗马天主教在越南设立的一个总教区，也是越南天主教历史上最早成立的教区之一。 
历史上，从河内教区一再分设新教区，到1960年11月24日稳定至今。目前教区面积7,000平方公里，现任总主教是武文天、榮休總主教是吴光杰及阮文仁、榮休輔理主教為朱文明。

## 所辖教区
- 天主教北宁教区（1883年）
- 天主教裴洲教区（1848年）
- 天主教海防教区（1678年）
- 天主教兴化教区（1895年）
- 天主教谅山暨高平教区（1913年）
- 天主教發艳教区（1901年）
- 天主教太平教区（1936年）
- 天主教清化教区（1932年）
- 天主教榮教區（1846年）

## 聖堂
河内圣若瑟主教座堂是该教区的主教座堂。主教座堂兴建于1886年，新哥特式风格。每天举行数场弥撒，在周末和宗教节日常常拥挤不堪。2004年圣诞节吸引了超过4,000名参观者进入主教座堂。

## 现状
2007年，有328,725名教友，估轄區總人口6.2%，有150個堂區、69名司鐸、18名修士、260名修女。
2006年，河内总教区和胡志明市总教区的年轻天主教徒成立一个组织，帮助乡村和贫困地区的儿童。
2006年11月，河内Cua Bac 天主教堂举行了越南天主教徒和新教徒的联合礼拜仪式，正在越南访问的美国总统乔治·沃克·布什也前往参加。Cua Bac 教堂（北门教堂）用英语布道，通常是侨民和游客前去。
2007年12月，数千名越南天主教徒列队前往河内前教廷大使馆（1959年被共产党政府没收），为收回教会产业而祈祷。